# Riven
Riven es un juego de aventura gráfica tipo point-and-click. Es la secuela de Myst desarrollado por Cyan Worlds, el cual fue inicialmente publicado por Brøderbund. Riven fue distribuido en 5 discos compactos y liberado el 29 de octubre de 1997 en Norteamérica, y más tarde fue liberado en un solo DVD-ROM, el cual agregaba audio y 40 minutos de un video "making-of". Además de la versión de PC, Riven fue portado a varias otras plataformas, incluyendo PlayStation, Sega Saturn y Android.
La historia de Riven comienza inmediatamente después de lo sucedido en Myst. Habiendo sido rescatado de sus hijos, el protagonista principal Atrus (no jugador), solicita ayuda al Stranger (tú) para liberar a su esposa de su poderoso padre Gehn que está deseoso de tener más poder. A diferencia de Myst, el cual tomaba lugar en distintas Eras, enlazadas entre ellas por libros especiales, Riven se desarrolla casi completamente sobre la Tierra de Riven, un mundo que se cae a pedazos de a poco debido a las reglas destructivas de Gehn.
El desarrollo de Riven comenzó apenas Myst se transformó en un éxito, y duró unos 3 años. En un esfuerzo de crear un estilo visual distinto del de Myst, el director Robyn Miller y su hermano, el productor Rand Miller contrató al exdiseñador de producción de Aladdín Richard Vander Wende como codirector. Brøderbund invirtió US$10 millones en una campaña de publicidad para publicitar el lanzamiento del juego.
Riven fue elogiado por analistas de juegos profesionales, con la revista Salon diciendo que el juego se acercaba a un nivel de arte. Se publicaron críticas positivas acerca de los puzles y la experiencia inmersa en el juego, con publicaciones de la revista Edge diciendo que la naturaleza del point-and-click limitaba bastante al juego. El juego Riven fue el juego más vendido el 1997 con 1.5 millón de copias en un año. Después del lanzamiento los Hermanos Miller se separaron, con Robyn Miller formando su propio estudio, mientras el hermano más viejo, Rand, siguió en Cyan trabajando en otros productos relacionado con Myst incluyendo la novela Myst: The Book of D'ni. La siguiente entrega de la serie Myst, Myst III: Exile, fue desarrollada por Presto Studios y publicada por Ubisoft.

## Gameplay
Tal como su predecesor, Riven es un juego de aventura tipo point-and-click que se juega en una perspectiva de primera-persona. Mientras el jugador explora, los ambientes se pre-renderizan al moverse haciendo clic con el mouse. El jugador, al operar artilugios mecánicos y descifrar códigos y símbolos que se descubren alrededor, llega a describir los objetivos que se le explican con pocos detalles. El cursor cambia de aspecto, dependiendo de su posición en la pantalla y lo que se esté tocando, para demostrar el efecto tendrá que hacer clic en él.
Para navegar en el mundo, solo se debe hacer clic en la dirección que se quiera ir. Por ejemplo, si el jugador coloca el cursor cerca del borde derecho de la pantalla y hace clic, irá a la derecha. Si aparece una figura de un dedo doblado, es que la cámara girará 180°. El cursor cambiará según si los jugadores pueden coger algo, tirar algo, activar un switch o arrojar algo. Muchos objetos pueden ser examinados en cualquier momento para dar una pista de un acertijo o para revelar algo de la historia del juego. Como en Myst, Riven tiene un modo opcional de movimiento conocido como Modo Zip, el cual permite a los jugadores saltarse áreas ya exploradas, pero esto puede causar saltarse pistas importantes.

## Historia
La historia de Riven continua donde terminó Myst (y su novela) Myst: The Book of Atrus. El jugador asume el papel del Stranger, protagonista del primer juego y amigo de Atrus. Atrus es el creador de los libros que sirven como puente a los otros mundos, conocidos como "Eras"; la habilidad de escribir esos libros es conocida como "Arte".
Atrus necesita la ayuda del Stranger para liberar a su esposa, Catherine, quien está atrapada en el colapsado mundo llamado "Era de Riven" por su desquiciado padre, Gehn. Atrus y Catherine habían atrapado a Gehn en Riven al eliminar todos los libros portales de esa Era; el último libro que deben eliminar, puede llevarlos de vuelta a la isla Myst escapando de Riven. Atrus espera destruirlo; sin embargo, éste cae dentro de la Star Fissure, un vacío que escapa de la realidad y del espacio en el dañado Era de Riven. Catherine más tarde es engañada para volver a Riven por sus hijos, y fue capturada por Gehn. 
Posteriormente, el Stranger descubrió el libro de Myst, provocando los acontecimientos de Myst y más tarde, los de Riven.
Al comienzo de Riven, Atrus equipa al Stranger con un libro trampa (funciona como una prisión personal y es idéntico a un libro portal) y su diario personal. Este diario resume los eventos que llevaron al Stranger a su situación actual; Atrus no se puede explicar a fondo, ya que se dedica a reescribir el libro descriptivo de Riven, en un intento de frenar su deterioro. El Stranger debe entrar a la Era sin forma de salir. Además, Atrus no quiere correr el riesgo de enviar un libro portal a Riven hasta que Gehn esté en prisión, en ese caso, su padre podría tomar el libro para escapar de su encierro. Le enseña al Stranger como capturar a Gehn en el libro trampa y encontrar a Catherine. Atrus tiene el libro portal que transporta al Stranger hacia Riven.

## Desarrollo
Cyan comenzó a trabajar en Riven en 1993, inmediatamente después de la salida al mercado de Myst. Antes de que el desarrollo comenzara, incluso antes de que se de decidiera el nombre del juego, los hermanos Robyn y Rand Miller dijeron que querían seguir un "flujo natural" desde el primer juego a la secuela. Ya que Myst resultó ser un éxito popular y comercial, los dos desarrolladores pudieron expandir su equipo de 4 personas a uno mucho más grande, con diseñadores, artistas, programadores y diseñadores de sonido. El desarrollo se extendió por más de cuatro años y tuvo una misión mucho más grande que la primera vez; Riven tuvo un presupuesto de 20 millones de dolares americanos y un costo 10 veces más que el desarrollo de Myst.

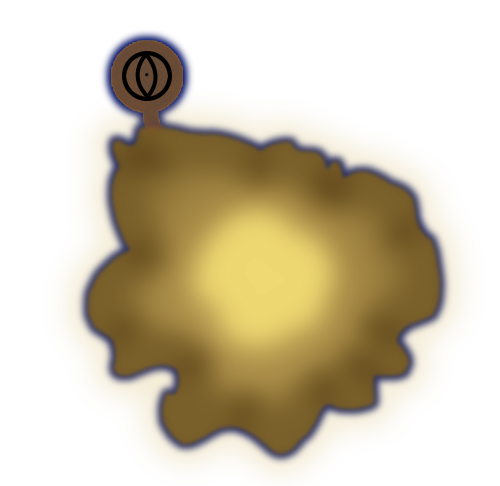
Mapa de Prison Island de Riven.

El diseño de Riven partió con el deseo de crear algo diferente y más dinámico que el estilo romántico de Myst. La primera etapa del desarrollo fue crear los puzles, con el objetivo de integrarlos lo más parejo en las distintas áreas del juego. Los Millers se reunieron con sus codiseñadoreas Richard Vander Wende en una demostración de Myst para la Digital World Expo en Los Ángeles. Wende había trabajado antes para ILM y en Disney como diseñador para la película animada Aladdín. Como el tercer miembro del equipo de Riven, Wende terminó contribuyendo en lo que Robyn Miller describió como una visión complementaria y "cortante", que hizo el juego dramáticamente diferente a la de su predecesor.
Tal como en Myst, la topología de las islas fue originalmente creada con imágenes en escala de grises, donde lo más claro correspondía a elevaciones. Usando el Softimage, esos mapas se transformaban a modelos de terreno que se ven en el juego. Los grandes objetos de las isla fueron divididos para facilitar el renderizado, los cuales requerían ser creados usando geometrías poligonales. Todos los otros objetos fueron modelados usando B-splines y NURBS.
Muchas de las texturas fueron recopiladas durante un viaje de 3 días a Santa Fe, New México. Los artistas sacaron cientos de imágenes de los bosques, adobes, arenas, estuco y otros materiales que luego fueron manipulados con Photoshop antes de ser mapeadas dentro de una Geometría 3D. Teniendo en cuenta que muchos ambientes generados por ordenador terminaron viéndose al final muy parecidos y planos, como plásticos, los Millers y Wende desarrollaron unos diseños más arenosos y con aspecto erosionado, con signos de corrosión y elementos antiguos, para mostrar más realismo. Los artistas consideraron como debían aparecer y su funcionamiento si fueran reales, dónde y cómo iban a ser usados y con eso se crearon los detalles respectivos a cada uno. Mientras los bump maps fueron usados ocasionalmente para simular geometría, incluso pequeños detalles como los tornillos que a menudo eran modelados individualmente.
El renderizado se hizo con el programa Mental Ray, usando varias shaders personalizadas para producir sensación de luminosidad, efectos de agua y otros terrenos. En total Riven contiene cerca de 3 horas de video y casi 500 imágenes. El renderizado fue el mayor cuello de botella en la producción a pesar de usar 18 estaciones de trabajo dedicadas. Algunas escenas consistían en decenas de miles de modelos individuales y texturas, y más de un centenar de fuentes de luz virtuales. La carga de un simple modelo podría tardar dos horas. Los efectos de animación en tiempo real fueron creados por Mark DeForest y su aporte fue crear insectos voladores y ondulaciones en el agua.
Riven combinó los fondos pre-renderizados con videos en imagen real, para incrementar el grado de inmersión del jugador. Riven fue el primer juego en el cual cada diseñador tuvo que dirigir a los actores en vivo, a pesar de que Wende era reticente a ello. Rand Miller tuvo que representar el rol de Atrus a pesar de que odiaba actuar. Todos los actores fueron filmados con una pantalla azul de fondo, que fue posteriormente eliminada en el proceso de post-production con la técnica de chroma key, de esta forma los actores se incrustan en el mundo virtual. En el mundo real, las puertas y las luces del estudio fueron meticulosamente posicionadas en el escenario para que coincidieran con sus equivalentes gráficas. Algunas secuencias se cortaron junto con las morphing, para dejar variaciones parciales debido a la no linealidad del juego.
Cuando Riven estaba en pleno desarrollo, la empresa editora del juego Brøderbund, se enfrentó a una caída de ingresos de los desarrollos debido a que bajaron las acciones de los $60 por acción, a los $22 en 1996. Esto causó un retardo en la salida al mercado de Riven. A pesar de que se esperaba que las ventas de Riven serían mayores que cualquier otro juego en esa temporada navideña, Brøderbund lanzó una campaña publicitaria de $10 millones de dólares y desarrolló un acuerdo de sociedad para ventas por mayor con Toshiba America. Cuando estaba por salir el juego al mercado, los deseos de tenerlo fueron tan altos, que incluso los que no gustan jugar, ayudado por el rumor de "boca en boca", querían una copia.

## Audio
Robyn Miller compuso la música de Riven, la cual fue más tarde publicada por Virgin Records con el nombre de "Riven: The Soundtrack". Miller diseñó las notas y el embasado, las cuales incluían traducciones al Inglés del lenguaje que se escucha en el juego. Por cierto, la música de Myst, al principio, solo se conseguía solicitándola por correo a Cyan, eso fue así ya que al comienzo Virgin Records había comprado los derechos para publicarlos, esto hizo que Miller creara la música en formato CD. El disco compacto salió al mercado el 24 de febrero de 1998, con 54 minutos de música.
Miller manejó tres leitmotivs para los tres personajes principales del juego; Atrus, Catherine y Gehn. El tema de Gehn solo se oye completamente cuando se está cerca del final del juego, pero partes de esa melodía pueden oírse en distintas partes de Riven. Miller trató de dejar que el entorno dictara el sonido, con el fin de hacer la música lo más inmersiva posible. Él mezcló la instrumentación con sintetizadores: "Al mezclar la instrumentación convencional, se puede crear un estado de ánimo extraño, interesante.", dijo Miller. En el fondo, quería que la música de Riven reflejase el juego en sí, que él describe como "una sensación familiar, sin embargo, extraña."
Miller dijo que su mayor desafío en la escritura de la música de Riven fue la conciliación de lo lineal, y que debería hacer una construcción de música que fuera de la mano con la no linealidad el juego. Miller explicó en una entrevista: "A medida que los jugadores exploran todas las áreas, la música no puede decir nada en concreto. Si dice algo, por ejemplo, si crece en intensidad, puede ser que lo que viene es el clímax, por lo tanto la gente que está de pie en una habitación, sólo mirando a su alrededor, se pondrán a pensar ¿qué está pasando aquí? ¿algo me saltará por la espalda? No puedes tener la base de la música que te gustaría tener, no se puede tener esa estructura básica. Todo tiene que ser fluido, y seguír fluyendo."  El crítico Stephen Thomas Erlewine argumenta que la banda sonora es "suplicantemente atmosférica", pero "carece de definición", y que la música pierde impacto cuando se escucha fuera del juego.
Lista de canciones de Riven: The Soundtrack 

| N.º   | Título                   | Duración |  |
| 1.    | «Link»                   | 0:10     |  |
| 2.    | «Atrus' Theme»           | 4:06     |  |
| 3.    | «Gateroom»               | 3:45     |  |
| 4.    | «Jungle Totem»           | 2:41     |  |
| 5.    | «Survey Island Theme»    | 2:13     |  |
| 6.    | «Temple»                 | 2:42     |  |
| 7.    | «Village Entrance Theme» | 2:33     |  |
| 8.    | «Moeity Caves»           | 2:53     |  |
| 9.    | «Moeity Theme»           | 2:13     |  |
| 10.   | «Boat Ride»              | 3:25     |  |
| 11.   | «Moeity Prison»          | 1:47     |  |
| 12.   | «The Red Cave»           | 1:54     |  |
| 13.   | «Wahrk Room»             | 2:24     |  |
| 14.   | «Catherine's Prelude»    | 1:59     |  |
| 15.   | «Catherine's Theme»      | 1:05     |  |
| 16.   | «Catherine's Freedom»    | 1:58     |  |
| 17.   | «Gehn Speaks»            | 4:23     |  |
| 18.   | «Gehn's Theme»           | 4:00     |  |
| 19.   | «Fissure»                | 5:31     |  |
| 20.   | «Bonus Track»            | 2:17     |  |
| 53:59 |                          |          |  |